# Teatr Nasz (Włocławek)

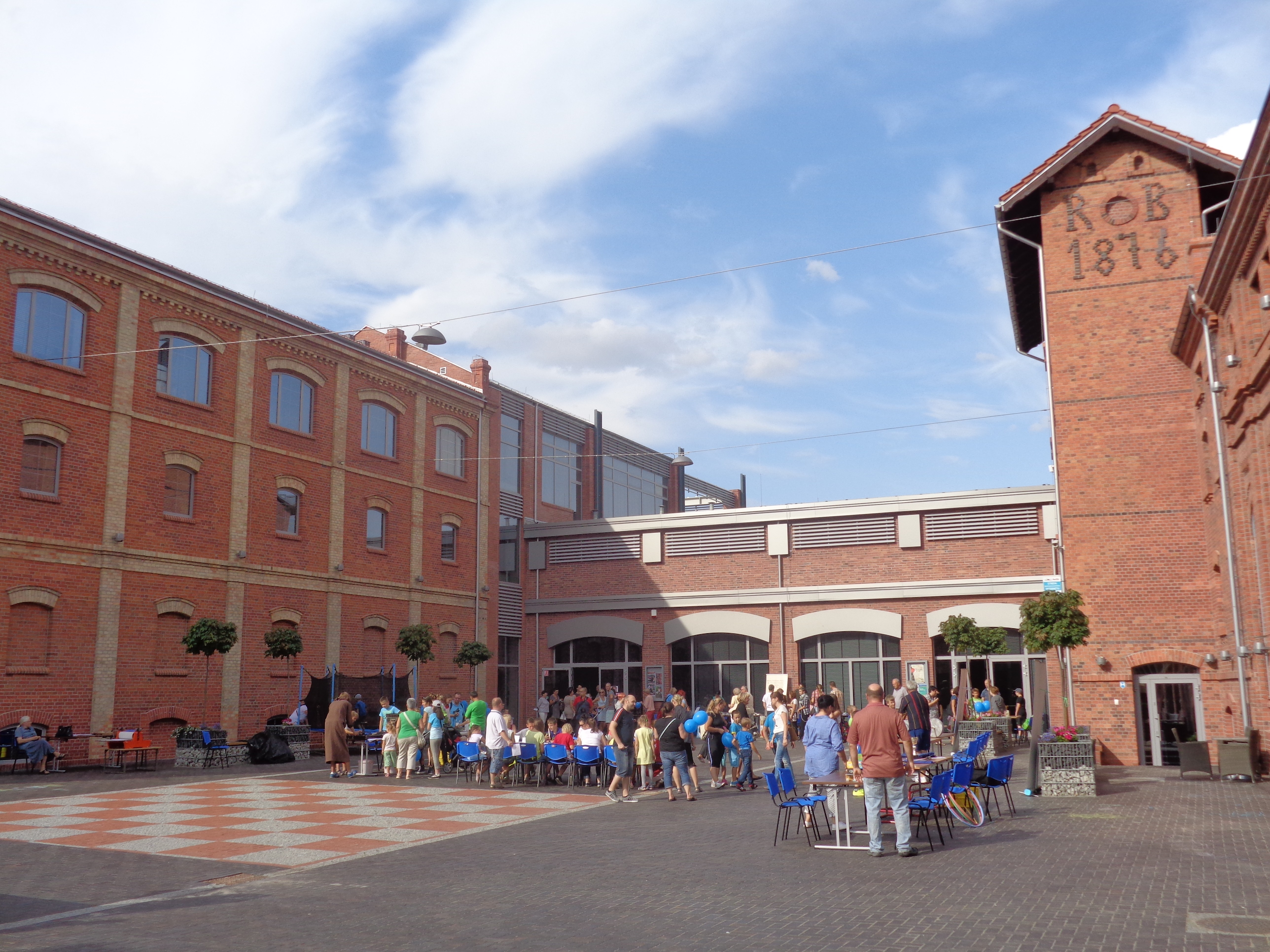
CK Browar B, w którym „Teatr Nasz” prowadzi swój warsztat.

Stowarzyszenie edukacyjno-teatralne „Teatr Nasz” – amatorska grupa teatralna działająca i mająca swoją siedzibę we Włocławku. Organizator i pomysłodawca Międzynarodowego Festiwalu Teatrów Ulicznych „Brukarnia”. 

## Historia
Teatr Nasz powstał w roku 1997, w roku 1999 został zarejestrowany, a w 2005 uzyskał statut organizacji pożytku publicznego. Jest zarówno grupą artystyczną jak i organizacją uczącą sztuki gry teatralnej. Co roku przyjmowane są nowe osoby, głównie uczniowie klas gimnazjalnych i średnich. Organizacji przyświeca idea „Teatr dla życia” co oznacza, że teatr organizuje też spektakle z osobami niepełnosprawnymi czy osadzonymi w zakładach karnych. Aktorzy grupy biorą udział w różnych akcjach charytatywnych prowadzonych we Włocławku i poza nim. Za swoje działania na rzecz osób niepełnosprawnych Teatr Nasz otrzymał w 2008 roku nagrodę Prezydenta Miasta Włocławek. 
Obecnie siedzibą stowarzyszenia jest Centrum Kultury Browar B.

## Repertuar
Grupa wystawia takie sztuki jak: Faust, Martwy Sen, Tango, Gustaw Show, Magia Dworca (musical) czy Casting (kabaret).